# Байльроде
Байльроде (нем. Beilrode) — община в Германии, в земле Саксония. Подчиняется административному округу Лейпциг. Входит в состав района Северная Саксония. Подчиняется управлению Байльроде. Население составляет 4045 человек (2021). Занимает площадь 93,32 км². Община подразделяется на 2 сельских округа.

## Население
| Год  | Численность | Численность |
| ---- | ----------- | ----------- |
| 2017 | 4197        | [ 1 ]       |
| 2019 | 4118        | [ 3 ]       |
| 2021 | 4045        | [ 4 ]       |
| 2022 | 4049        | [ 5 ]       |
| 2023 | 4020        | [ 2 ]       |